# 布隆涅
51°5′1″N 26°38′15″E / 51.08361°N 26.63750°E
布隆涅（烏克蘭語：Бронне）是位於烏克蘭西北部里夫內州裏里夫內區的村莊，始建於1562年，面積1.38平方公里，海拔高度171米，2001年人口914，人口密度每平方公里662.3人。